# The Verdict (1982)
The Verdict is een Amerikaanse dramafilm uit 1982 onder regie van Sidney Lumet. Hij baseerde het verhaal op dat uit het gelijknamige boek van Barry Reed. De film werd genomineerd voor zowel vijf Oscars als vijf Golden Globes. Lumet won daadwerkelijk een National Board of Review Award voor zijn regie en acteur Paul Newman een Premi David di Donatello voor zijn hoofdrol.

## Verhaal
Frank Galvin is een advocaat die al jaren geen opmerkelijke zaak meer gewonnen heeft. Hij heeft een drankprobleem en verwaarloost zowel zijn baan als zijn eigen leven. Gelukkig kan hij rekenen op zijn goede vriend en collega Mickey, die hem er steeds weer bovenop helpt.
De nieuwste zaak van Galvin ziet er als volgt uit: een jonge vrouw raakte na een operatie in coma en leeft nu als een plant in een katholiek ziekenhuis. De kerk wil een schadevergoeding betalen, maar dat wil Galvin niet. Hij vindt dat er meer onrecht was en hij wil een rechtszaak beginnen tegen de artsen die de jonge vrouw geopereerd hebben. De twee artsen in kwestie hebben een goede reputatie en kunnen rekenen op een heel advocatenteam, onder leiding van de sluwe Ed Concannon.
Galvin begint met goede moed aan de zaak. Ook in zijn privéleven gaat het goed, want hij is een relatie begonnen met Laura Fisher. Maar al gauw ontdekt zij dat Galvin geen zaak meer heeft. Zijn getuigen zijn onbereikbaar en de advocaten van de twee artsen spelen een sluw en soms vuil spel.
Maar het ergste moet nog komen, wanneer Galvin ontdekt dat Laura stiekem werkt in dienst van Ed Concannon. Galvin heeft niets meer en hij is ten einde raad. Maar dan haalt hij uit het niets een getuige boven. Het is een verpleegster die tijdens de bewuste operatie samenwerkte met de twee artsen. Haar getuigenis toont aan dat de artsen nalatig waren. Ed Concannon slaagt erin om de getuigenis te laten schrappen uit de notulen. Gelukkig voor Galvin maakt dat niets meer uit, want de 12 leden van de jury hebben de getuigenis toch meegenomen in hun oordeel. Op die manier slaagt Galvin erin om de zaak in extremis toch nog te winnen.

## Rolverdeling
| Acteur             | Personage        |
| ------------------ | ---------------- |
| Paul Newman        | Frank Galvin     |
| James Mason        | Ed Concannon     |
| Jack Warden        | Mickey Morrissey |
| Charlotte Rampling | Laura Fisher     |
| Lindsay Crouse     | Kaitlin Costello |
| Roxanne Hart       | Sally Doneghy    |
| James Handy        | Kevin Doneghy    |

## Prijzen en nominaties
Academy Awards (1983)
- Genomineerd - Oscar for Best Picture - Richard D. Zanuck, David Brown
- Genomineerd - Oscar for Best Director - Sidney Lumet
- Genomineerd - Oscar for Best Actor in a Leading Role - Paul Newman
- Genomineerd - Oscar for Best Actor in a Supporting Role - James Mason
- Genomineerd - Oscar for Best Writing, Screenplay Based on Material from Another Medium - David Mamet

Golden Globes (1983)
- Genomineerd - Golden Globe for Best Motion Picture - Drama
- Genomineerd - Golden Globe for Best Director - Motion Picture - Sidney Lumet
- Genomineerd - Golden Globe for Best Actor in a Motion Picture - Drama - Paul Newman
- Genomineerd - Golden Globe for Best Actor in a Supporting Role - Motion Picture - James Mason
- Genomineerd - Golden Globe for Best Screenplay - Motion Picture - David Mamet